# Muscopteryx peterntis
Muscopteryx peterntis là một loài ruồi trong họ Tachinidae.